# Maison de Saint-Vincent-de-Paul
La maison Saint-Vincent-de-Paul ou maison de Monsieur Beyvier, est un bâtiment du XVIe siècle situé dans la ville de Châtillon-sur-Chalaronne, autrefois Châtillon-lès-Dombes, dans le département de l'Ain. Dans cette maison a logé Vincent-de-Paul après sa nomination par Monseigneur Denis-Simon de Marquemont, archevêque de Lyon en 1617.
L'édifice est labellisé Maison des Illustres depuis 2012.

## Histoire
En raison de l'indisponibilité du presbytère, Vincent-de-Paul, obtient une chambre de louage auprès de Monsieur Beyvier, propriétaire du lieu. C'est dans cette chambre, située au deuxième étage, qu'il pense, prie et ébauche en août 1617 un règlement visant à souligner la façon de visiter, servir et soigner les malades nécessiteux. Le 8 décembre de la même année, il remet officiellement le texte définitif, sous forme de charte, à de nobles dames ferventes qui prennent le nom de confrérie des Dames de la Charité.

## Acquisition par les Filles de la Charité
En 1882, les Filles de la Charité acquièrent le bâtiment ainsi que la maison voisine afin d'installer une de leurs communautés. Des travaux dirigés par Paul Mounier sont alors entrepris pour fusionner les deux édifices. En 1882, une chapelle est bâtie sur l'emplacement de la chambre de Vincent-de-Paul selon les plans de l'architecte Louis Sainte-Marie Perrin,. L'escalier d'origine, gravi par le saint, subsiste encore aujourd'hui.

## Objets remarquables
La maison Saint-Vincent-de-Paul abrite : 
- Escalier en bois du XVIe siècle.

- Tableau offert par Napoléon III, synthèse de la vie de Saint-Vincent-de-Paul intitulé Le pauvre, c'est le Christ. (Huile sur toile de Théophile Adolphe Midy)
- Peinture murale de Paul Taconnet représentant la fondation de la Confrérie des Dames de la Charité.
- Charte de la charité (Fac-similé de l'acte notarié) rédigée par Saint-Vincent-de-Paul et remise aux Dames de la charité le 8 décembre 1617.

## Filmographie
L'arrivée de Saint-Vincent-de-Paul dans cette maison est retranscrite dans l’œuvre cinématographique Monsieur Vincent réalisée par Maurice Cloche en 1947.